# Plútarchos
Plútarchos, starořecky Πλούταρχος (asi 46, Chaironeia – asi 127, Delfy) byl řecký spisovatel, historik a filozof, autor historických a moralistických děl.

## Život
Plútarchos v mládí hodně cestoval po tehdy známém světě – osobně poznal Řecko, Egypt, Malou Asii, několikrát navštívil Řím. Studoval v Athénách, Korinthu a v egyptské Alexandrii a získal velmi kvalitní vzdělání. V pětačtyřiceti letech se usadil ve svém rodném městě a žil zde až do smrti. Stal se slavným již za svého života. V rodném městě zastával významné úřady (byl archontem) a založil zde pobočku platónské akademie. Získal čestné občanství Athén, byl poctěn přátelstvím římských císařů Traiana a Hadriana a udržoval úzké kontakty s delfskou věštírnou, kde pravděpodobně působil jako kněz.

## Dílo
Plútarchos byl velmi plodný autor. Ve starověku bylo známo 227 jeho literárních prací, do současnosti se dochovalo jen asi 150. Jeho hlavním historickým dílem jsou Životopisy slavných Řeků a Římanů (Bioi paralléloi, tj. Paralelní životopisy), dvacet dva dvojic životopisů významných řeckých a římských osobností, které navzájem porovnával a které měly podle něho být vzorem a poučením pro život. Plútarchos totiž nehledal jen společné rysy slavných osobností, ale především jejich morální kvality. Plútarchovy životopisy měly velký význam i v pozdějších obdobích, kdy z nich čerpali náměty pro své hry mnozí světoví dramatici (například Corneille, Racine nebo William Shakespeare).

Moralia, 1531

Druhou velkou skupinu jeho děl tvoří moralistická etická díla, latinsky nazývaná Moralia (řecky Éthika). Jde o drobnější práce, které řeší mnohé etické otázky každodenního života, morálky a chování (O zvědavosti, O poslouchání, O duševním pokoji, O lásce). Napsal také mnohá díla, která se věnovala literatuře, přírodovědě, filozofii, matematice, náboženství a dalším oborům. Pro svou manželku napsal dílko Útěcha ženě a kromě toho vytvořil asi sto stručných příběhů Ctnosti žen.

## České překlady
- Plutarchovy životopisy Thesea a Romula, E. Grégr, Praha 1865, překlad Alois Vaníček
- Plutarchovy životopisy Lykurga a Numy, E. Grégr, Praha 1870, překlad Alois Vaníček
- Plutarchovy Životopisy Perikla a Fabia Maxima, E. Grégr, Praha 1874, překlad Alois Vaníček
- O výchově hochů, Praha 1901, překlad Gabriel Šuran
- Plutarchovy Životopisy Aristeida a Katona, Unie, Praha 1911, překlad Tomáš Hrubý
- Alexandros a Caesar, Rudolf Škeřík, Praha 1933, překlad Ferdinand Stiebitz
- O zvědavosti, O tlachavosti, O poslouchání, Česká akademie věd a umění, Praha 1940, překlad Gabriel Šuran
- Plutarchovy Životopisy, Melantrich, Praha 1940, překlad Jiřina Otáhalová-Popelová
- Rady manželské, Vladimír Žikeš, Praha 1942, překlad Zdeněk K. Vysoký
- Hostina sedmi mudrců, Atlantis, Brno 1947, překlad Ferdinand Stiebitz
- Čtyři životopisy, Rovnost, Brno 1948, překlad Ferdinand Stiebitz
- O lásce, SNKLU, Praha 1966, překlad Zdeněk K. Vysoký
- Životopisy slavných Řeků a Římanů, Odeon, Praha 1967, překlad Antonín Hartmann,
- Přátelé a pochlebníci, Odeon, Praha 1970, překlad Zdeněk K. Vysoký
- Hovory o lidském štěstí, Odeon, Praha 1971, překlad Ferdinand Stiebitz
- Rady manželské, Útěcha ženě, O lásce, Odeon, Praha 1973, překlad Zdeněk K. Vysoký
- O lásce a přátelství, Svoboda, Praha 1987, překlad Václav Bahník a Zdeněk K. Vysoký
- O delfském E, Emil Herrmann, Praha 1995, překlad Radek Chlup,
- Proč už Pythie nevěští ve verších, Oikoymenh, Praha 2007, překlad Radek Chlup
- O strachu z bohů, Oikoymenh, Praha 2013, překlad Miroslav Šedina
- O historii, Arista - Baset, Praha 2015, překlad Pavel Oliva
- O pojídání masa, in Reflexe 62 (2022) 89-112, překlad Miroslav Šedina